# Garhwal (vorstendom)
Garhwal was een vorstendom in huidig Uttarakhand. Het werd gesticht in 1358 totdat het in 1803 werd geannexeerd door de Gurkha's. In 1815 werd het koninkrijk in ere hersteld met de vorming van de kleinere staat Tehri Garhwal, dat in 1949 opging in India.
De jezuïet Francisco de Azevedo was in 1631 in de hoofdstad van Garhwal, Srinagar, toen de overlijdensceremonie van de radja plaatsvond. Naast de radja werden ook al diens vijftig vrouwen op de brandstapel geleid, en bij tegenwerking geworpen.